# Nerd

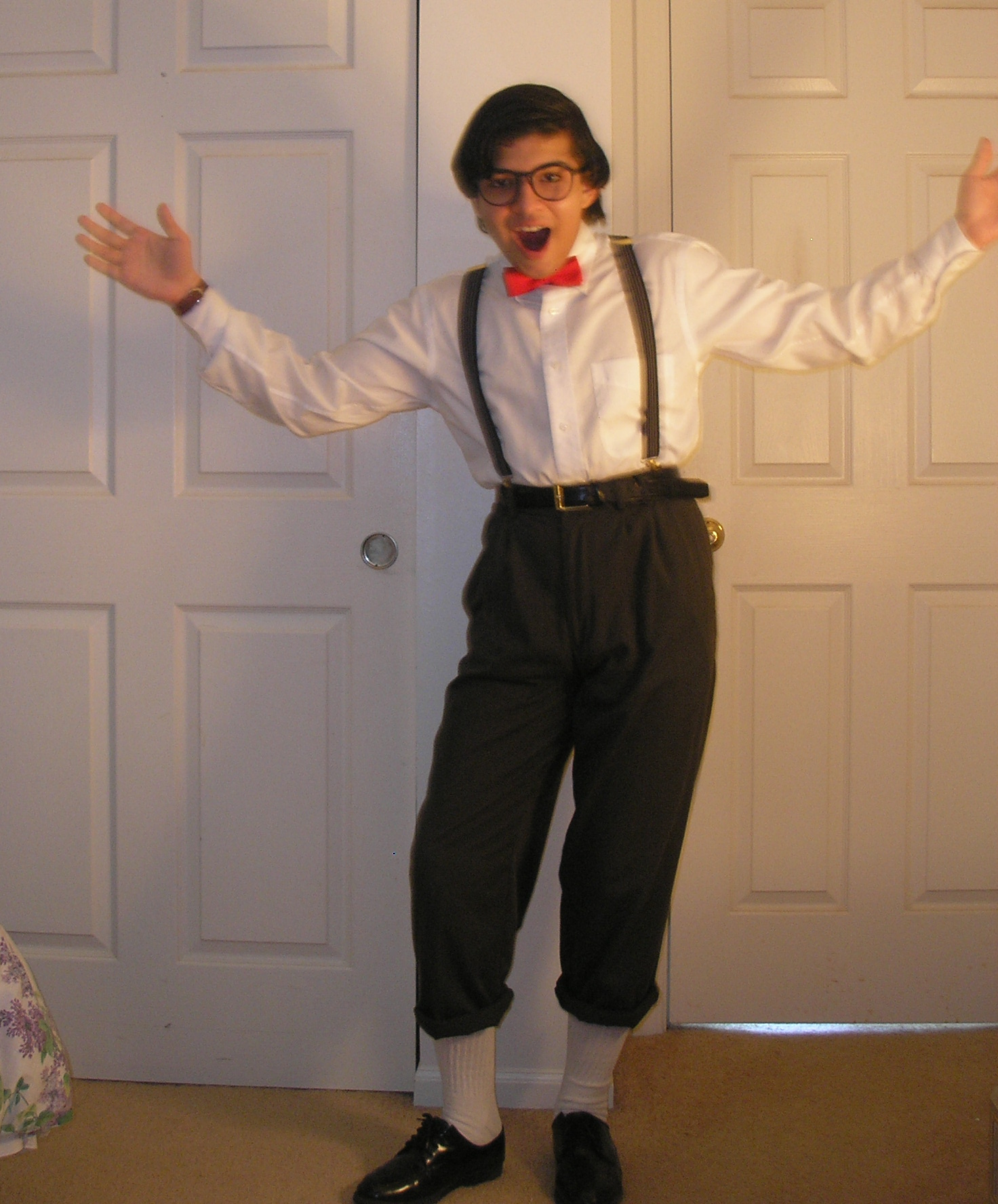
Chłopak przebrany za stereotypowego nerda

Nerd – osoba przesadnie fascynująca się naukami ścisłymi, zwłaszcza informatyką, oraz grami komputerowymi. Synonimicznym określeniem nerda jest geek.
Stereotyp nerda parodiowały m.in. filmy z cyklu Zemsta frajerów (Revenge of the Nerds).